# Maria Konopnicka
Œuvres principales
- Rota

Maria Konopnicka, née Wasiłowska le 23 mai 1842 à Suwałki et morte le 8 octobre 1910 à Lwów, est une poète, nouvelliste, traductrice, journaliste et critique polonaise, militante sociale et militante pour les droits des femmes, des enfants et l'indépendance de la Pologne. Féministe, chrétienne mais anticléricale, socialement radicale, elle incarne les idéaux positivistes tout en s'inspirant des grands poètes romantiques. Elle est l'auteur de nombreux livres pour enfants. Son poème le plus connu est Rota (Le Sermon) devenu un chant national.

## Biographie
Fille de l'avocat Józef Wasiłowski et de Scholastyka née Turska, Maria Wasiłowska est née en 1842 à Suwałki. Quand elle a sept ans, la famille Wasiłowski déménage à Kalisz. En 1854, elle perd sa mère et son père élèvera seul ses sept enfants : Wanda, Jan, Laura, Zofia, Jadwig, Julia, Maria et Celina.
La jeune Maria passe les années 1855-1856 en pension chez les sœurs du Saint-Sacrement à Varsovie où elle se lie d'amitié avec Eliza Pawłowska qui deviendra plus tard une grande écrivaine connue sous le nom d'Eliza Orzeszkowa. En 1862, à l'âge de vingt ans, elle épouse Jarosław Konopnicki des armories Jastrzębiec, un noble et propriétaire terrien de douze ans son aîné. Le couple s'installe dans le domaine de Konopnicki à Bronów. Ils auront huit enfants, dont deux morts dans l'enfance : Tadeusz (1863–1891), Stanisław (1865–1929), Zofia (1866–1956), Helena (1867–1904), Jan (1868–1930) et Laura (1872–1935).
Les années 1863-1864, c'est-à-dire la période de l'insurrection polonaise contre le régime tsariste, les Konopnicki passent en exil à Vienne puis à Dresde d'où ils reviendront en 1865. La décision de quitter le pays est dictée par la crainte d'arrestation et la grossesse de Maria. Son frère, Jan Wasiłowski, tombe au combat près de Krzywosądz, lors de la première bataille de son unité le 19 février 1863. Sa mort affectera beaucoup la future poète.
Jarosław Konopnicki est un mauvais gestionnaire et les biens familiaux qui lui sont confiés tombent en ruine. En 1872, les Konopnicki sont obligés de vendre leur propriété. Ils s'installent ensuite à Gusino où ils prennent des terres en fermage.
Konopnicka débute en 1870 avec un poème intitulé Matin d'hiver qu'elle publie sous le nom de plume Marko dans la revue régionale Kaliszanin. Son cycle de poèmes Dans les montagnes publié dans la revue Tygodnik Ilustrowany reçoit une critique positive de l'écrivain Henryk Sienkiewicz et cette caution lui permet de se faire remarquer dans le milieu littéraire polonais.
Encouragée par son succès, elle se décide à quitter son mari et déménage avec leurs six enfants à Varsovie où  elle gagne sa vie avec sa plume comme journaliste, poète et traductrice, tout en s'occupant de l'éducation de ses enfants. Elle donne également des cours particuliers et participe aux mouvements clandestins luttant pour l'indépendance de la Pologne. Elle collabore, entre autres, avec la revue des femmes émancipées Bluszcz (Lierre). Dans les années 1884–1886, elle est rédactrice en chef du nouveau périodique féministe Świt (Aube).
Ses trois fragments dialogués publiés sous le titre Du passé (1880), qui présentent Hypatie, Vésale et Galilée comme trois grands érudits persécutés par l'Église, provoquent une sévère critique des milieux conservateurs. La Revue Catholique estime même que « sa pensée est impie et blasphématoire ».
À côté de ses publications dans la presse, elle fait paraître trois recueils de Poèmes (1881, 1883, 1887) essentiellement sur les thèmes patriotiques. Elle écrit également un cycle de poèmes socialement engagés Images. Ce dernier est interprété comme un encouragement à la rébellion sociale et suscite une nouvelle vague d'indignation de conservateurs. Dans une cave, Devant le tribunal, Mercenaire libre montrent la situation tragique des paysans libérés du servage mais abandonnées à une triste existence par un libéralisme peu éclairé[réf. incomplète]. Elle est aussi l'auteur d'un poème sur l'exécution par les autorités anglaises du patriote irlandais Robert Emmet à Dublin en 1802.

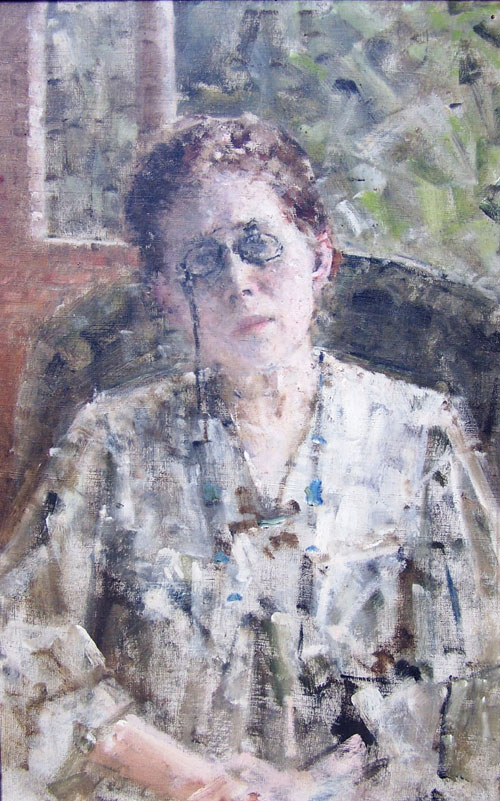
Portrait de Maria Konopnicka par Maria Dulębianka (1861-1919).

Konopnicka s'essaie également à la prose et contribue à renouveler le genre. En 1888 parait le recueil de Quatre nouvelles, publiées précédemment dans la presse, suivi de Mes connaissances (1890), Sur la route (1893), Nouvelles (1897), Gens et choses (1898) et Sur la côte normande (1904). Ses courts récits subtilement paraboliques et psychologiquement fins se caractérisent par des thèmes socialement courageux et un héros issu des couches défavorisée. Des personnages psychologiquement complexes sont caractérisés par leur comportement, la narration est conduite en première personne, présentant le monde dans une perspective subjective.
Considérée comme un chef d’œuvre du genre nouvellistique, Notre vieille jument (Nasza szkapa,1890) raconte, du point de vie d'un enfant, le destin tragique des Mostowiak, une famille ouvrière de Varsovie qui vit dans une extrême pauvreté. Elle est confrontée d'abord à la maladie et au décès de la mère, puis à la perte du travail du père qui, ne pouvant pas trouver d'emploi et nourrir ses trois enfants, est obligé de vendre tout ce qu'ils possèdent. Mais c'est la décision de vendre la vieille jument, compagnon de jeux pour enfants, qui est vécue par le narrateur comme l'événement le plus tragique. Les petits, perdant leur mère, pleurent le cheval. La pauvreté déforme leur compréhension de la réalité. Charité de la commune (Miłosierdzie gminy, 1891) dénonce la pratique, courante alors en Suisse, de la mise aux enchères des pauvres, permettaient aux communes de confier aux familles d’accueil, contre le versement d’une pension, des personnes qui ne peuvent pas subvenir à leurs propres besoins. Dans ce spectacle de la miséricorde hypocrite et plein de cruauté, c'est la personne qui demande la somme la moins élevée qui emporte les enchères. Dans une autre nouvelle notable, Mendel de Gdańsk (Mendel Gdański, 1890), écrite à la demande d'Eliza Orzeszkowa et publiée en 1890, Konopnicka dénonce l’antisémitisme dans l'Empire russe. Mendel, un vieux juif travaillant comme relieur, confronté aux encouragements à « battre les juifs », refuse de se cacher. Ses amis polonais le sauvent d'un pogrom, mais il perd son cœur pour la ville où il a passé soixante-sept ans de sa vie.
En 1889, Konopnicka se lie avec la peintre Maria Dulębianka, de dix-neuf ans sa cadette. Pendant vingt ans, elles seront pratiquement inséparables et engagées ensemble dans la lutte pour les droits des femmes et l’égalité sociale, ainsi que, parallèlement, dans des actions en faveur de l’indépendance de la Pologne. En 1890, à quarante-huit ans, fuyant un scandale judiciaire provoqué par sa fille Helena atteinte d'une maladie mentale et cleptomane, Konopnicka part à l'étranger où elle passera près de vingt ans entre l'Italie, la République tchèque, l'Autriche, l'Allemagne, la France et la Suisse.
À l'étranger, Konopnicka continue sa collaboration avec la presse nationale du pays et les associations polonaises en exil, dont Polska Macierz Szkolna (pl) et les comités d'aide aux Polonais expropriés de la Haute-Silésie et de la Grande-Pologne. Elle co-organise une protestation internationale contre la répression et la persécution prussiennes des enfants polonais de Września (1901-1902). Elle proteste contre la persécution dans l'empire russe des Uniates. Pendant la révolution polonaise de 1905, elle revient à Varsovie où elle organise l'aide aux personnes emprisonnées par les autorités tsaristes et à leurs familles.  

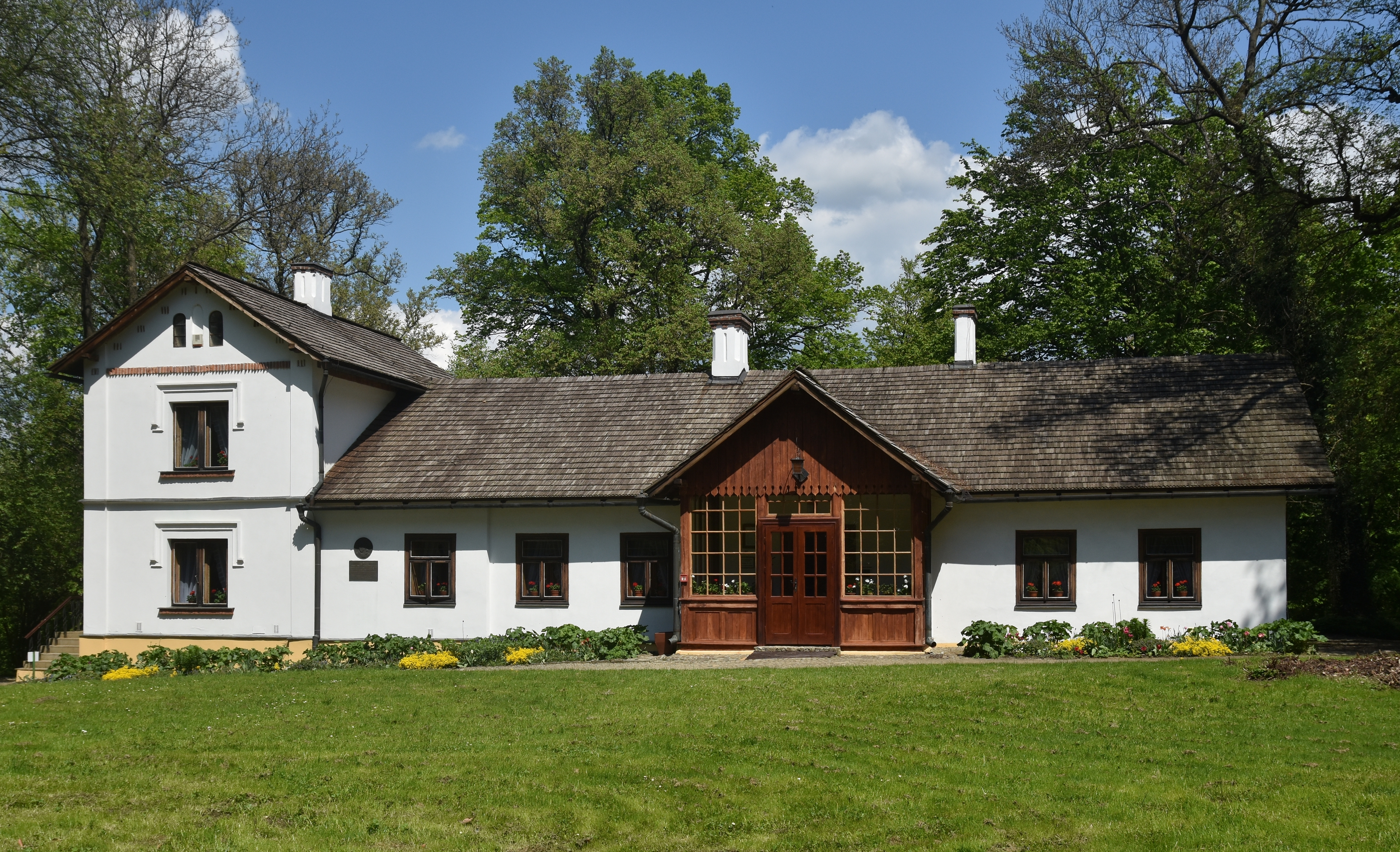
La maison de Konopnicka à Żarnowiec, aujourd'hui son musée

En 1903, elle reçoit un « don de la nation » : un manoir à Żarnowiec, près de Krosno, acheté grâce à une souscription de ses compatriotes reconnaissants.
Le poème Rota (Le Serment) écrit en 1908, est une protestation contre le projet de loi du gouvernement prussien sur l'expropriation des Polonais de leurs terres et contre la politique alors intensifiée de germanisation. Mis en musique par Feliks Nowowiejski et devenu rapidement populaire, ce chant patriotique a été candidat pour devenir l'hymne national après le recouvrement de la souveraineté par la Pologne en 1918.
Le poème épique Monsieur Balcer au Brésil est la dernière œuvre parue du vivant de l'artiste. Durant l'été 1910, elle part en cure à Lwów pour réparer sa santé déclinante. Elle y décède de pneumonie le 8 octobre.
Elle est enterrée à Lwów, au cimetière de Łyczakow. Son buste funéraire est l’œuvre de Luna Drexlerówna. Détruit par les Allemands pendant la Seconde Guerre mondiale, il est restauré après la guerre.

## Hommages
Après la mort de la poétesse, les habitants de Suwałki collectent de l'argent pour une plaque commémorative, mais les autorités tsaristes s'opposent à cette initiative. Elle sera finalement accrochée au mur de la maison où elle est née, 25 ans plus tard, le 8 octobre 1935.
En mai-juin 1944, l'Union des femmes polonaises Maria Konopnicka est créée en France.
En 1957 est créé le musée Maria Konopnicka à Żarnowiec.
En 1973 ouvre le Musée de Maria Konopnicka à Suwałki.
D'innombrables écoles et rues en Pologne portent son nom aujourd'hui.

Par décision de l'Union astronomique internationale, un des cratères de la planète Vénus porte également son nom

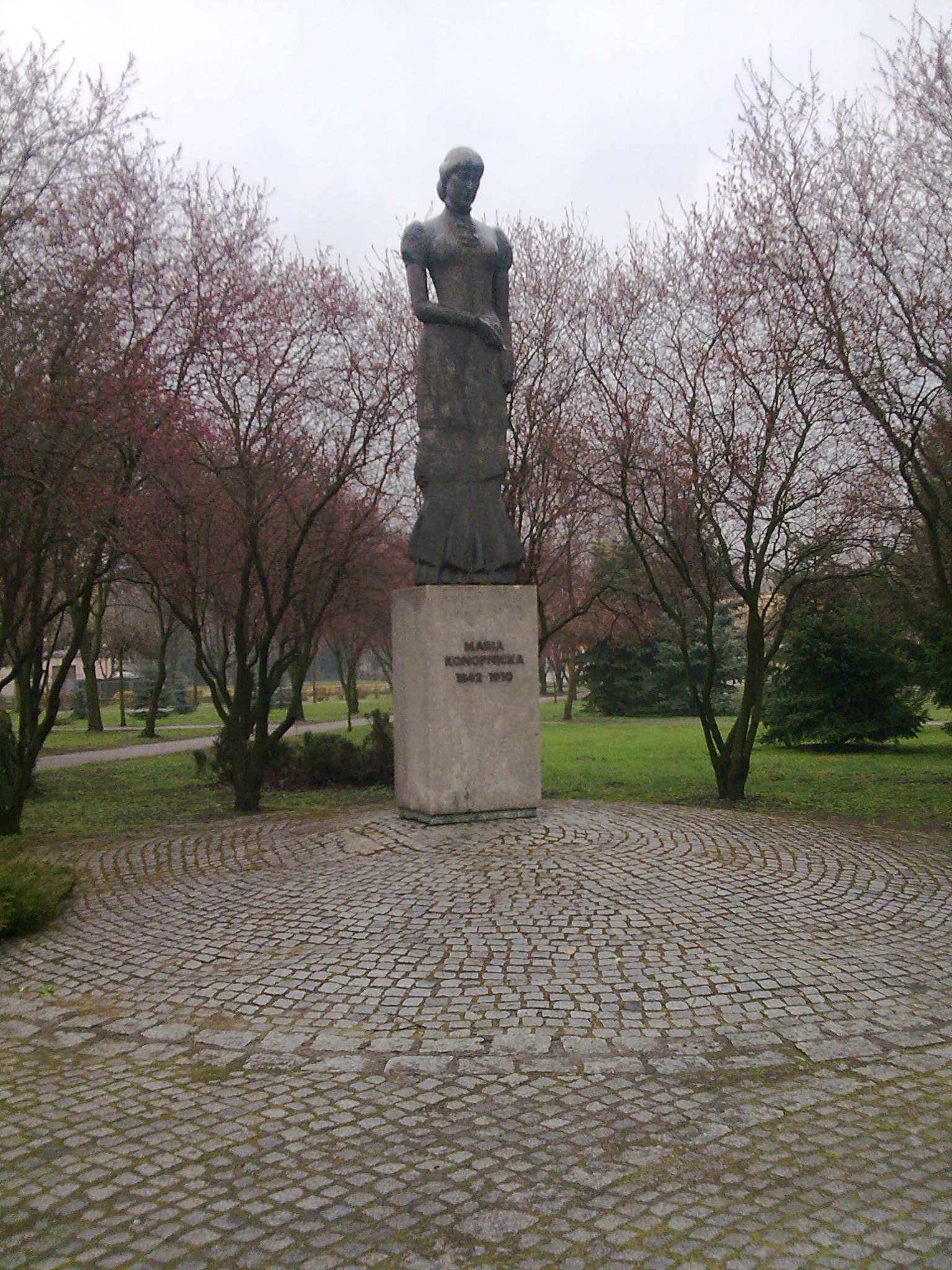
Monument de Konopnicka à Września.
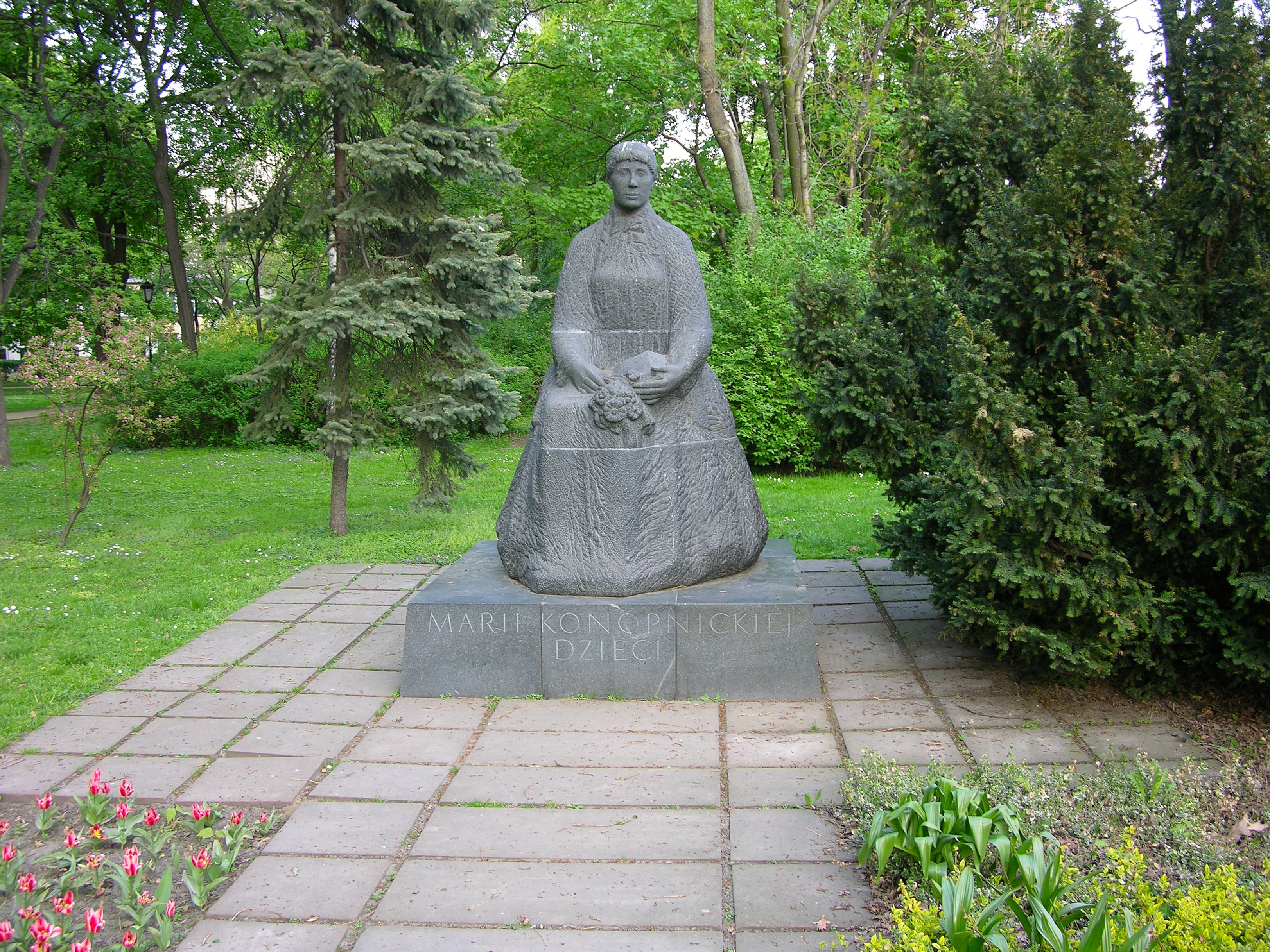
Monument de Konopnicka à Varsovie au Jardin de Saxe.
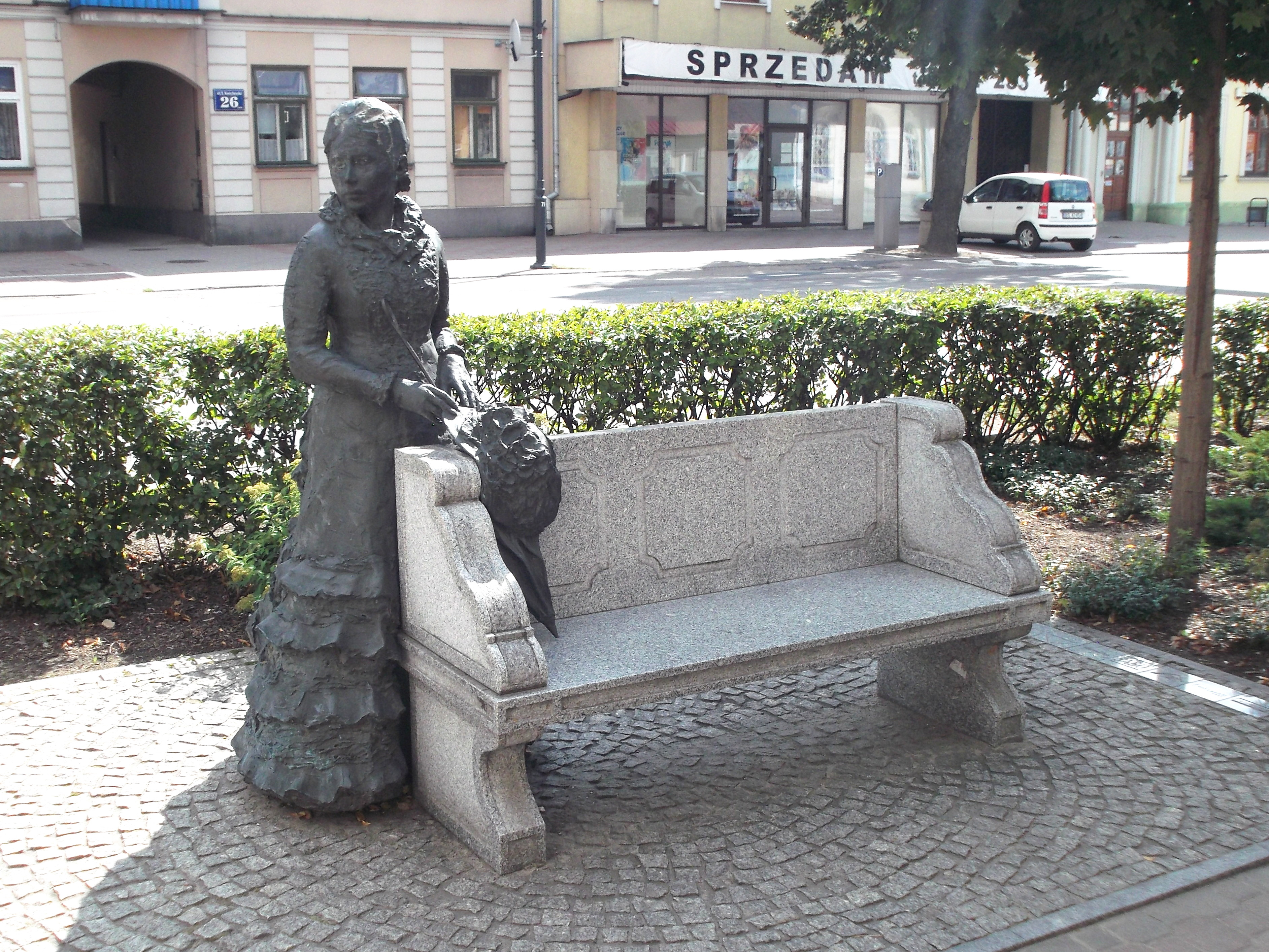
Monument de Konopnicka à Suwałki.
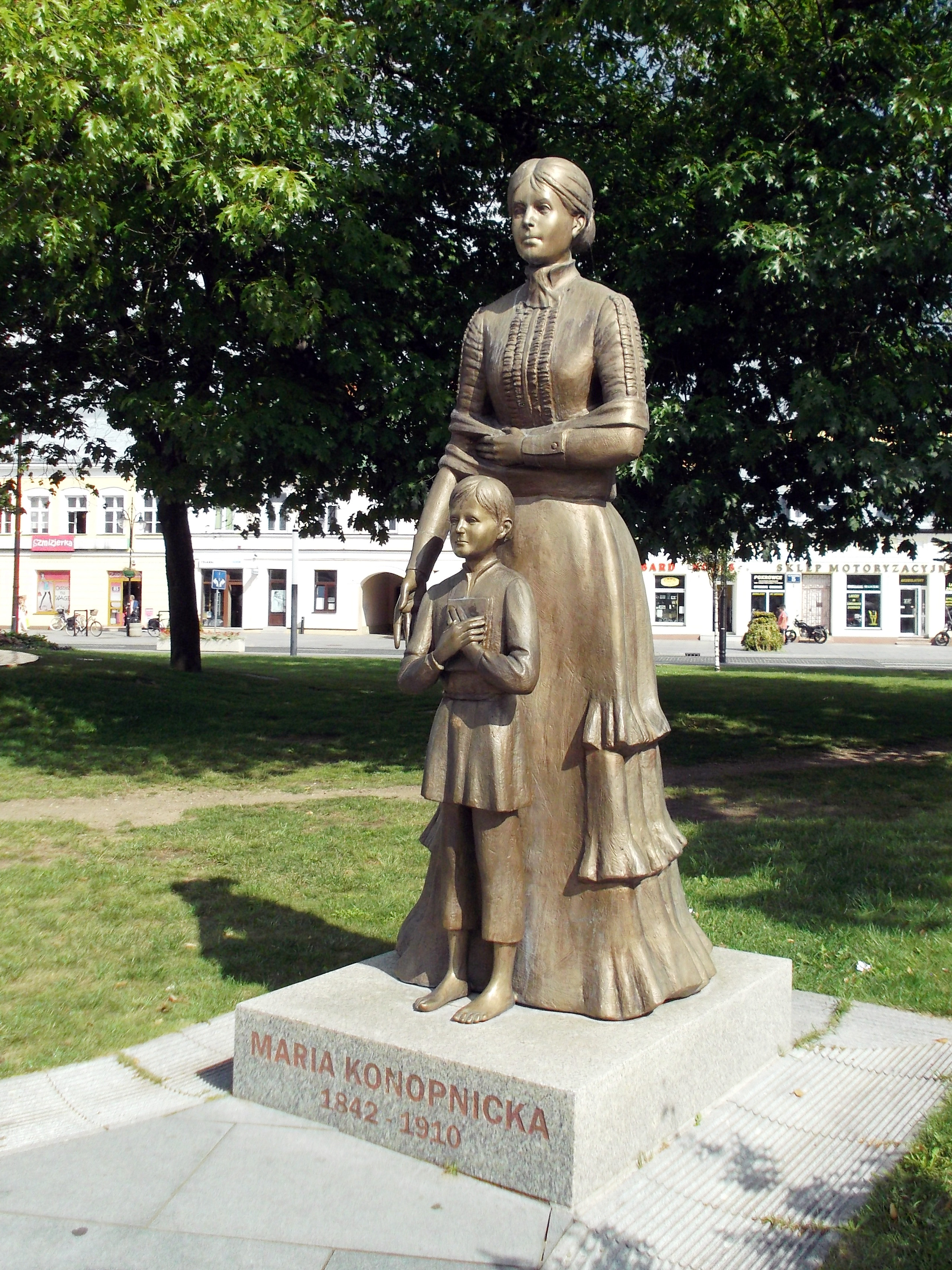
Monument de Konopnicka à Suwałki.
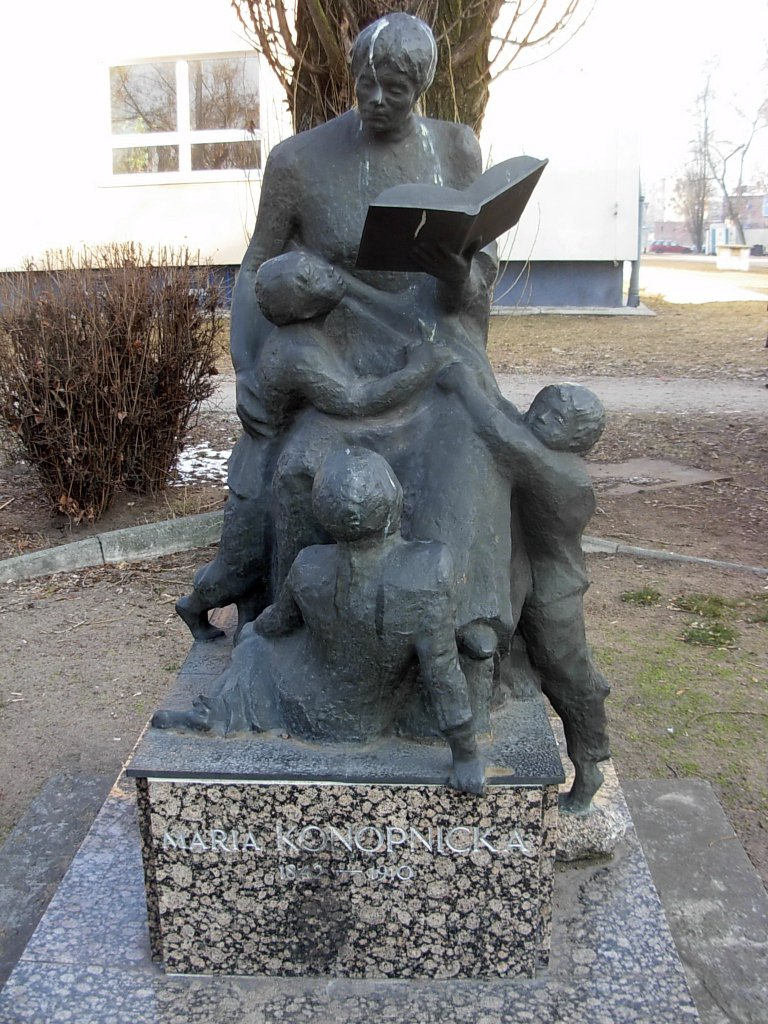
Monument de Konopnicka à Bydgoszcz.
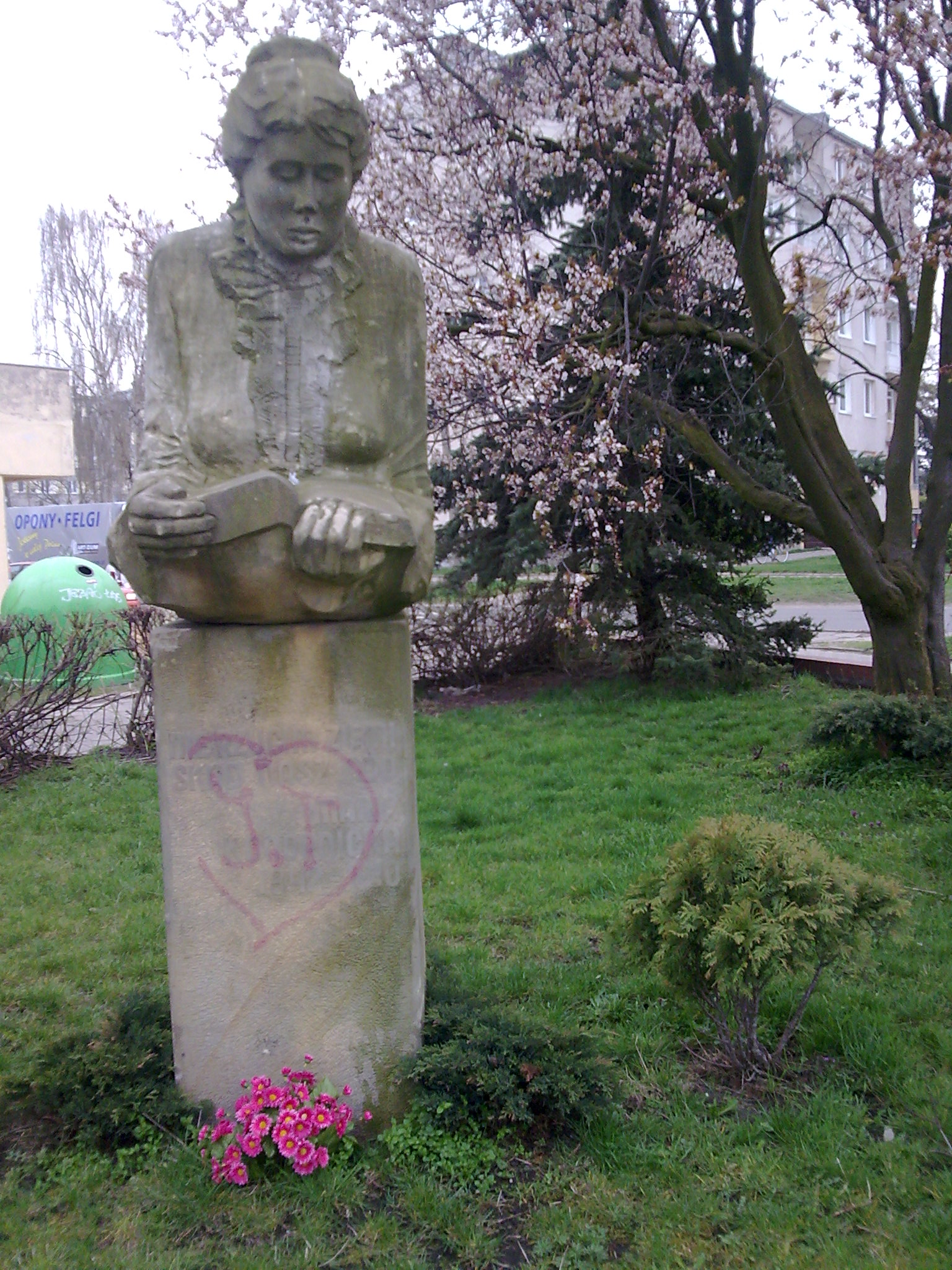
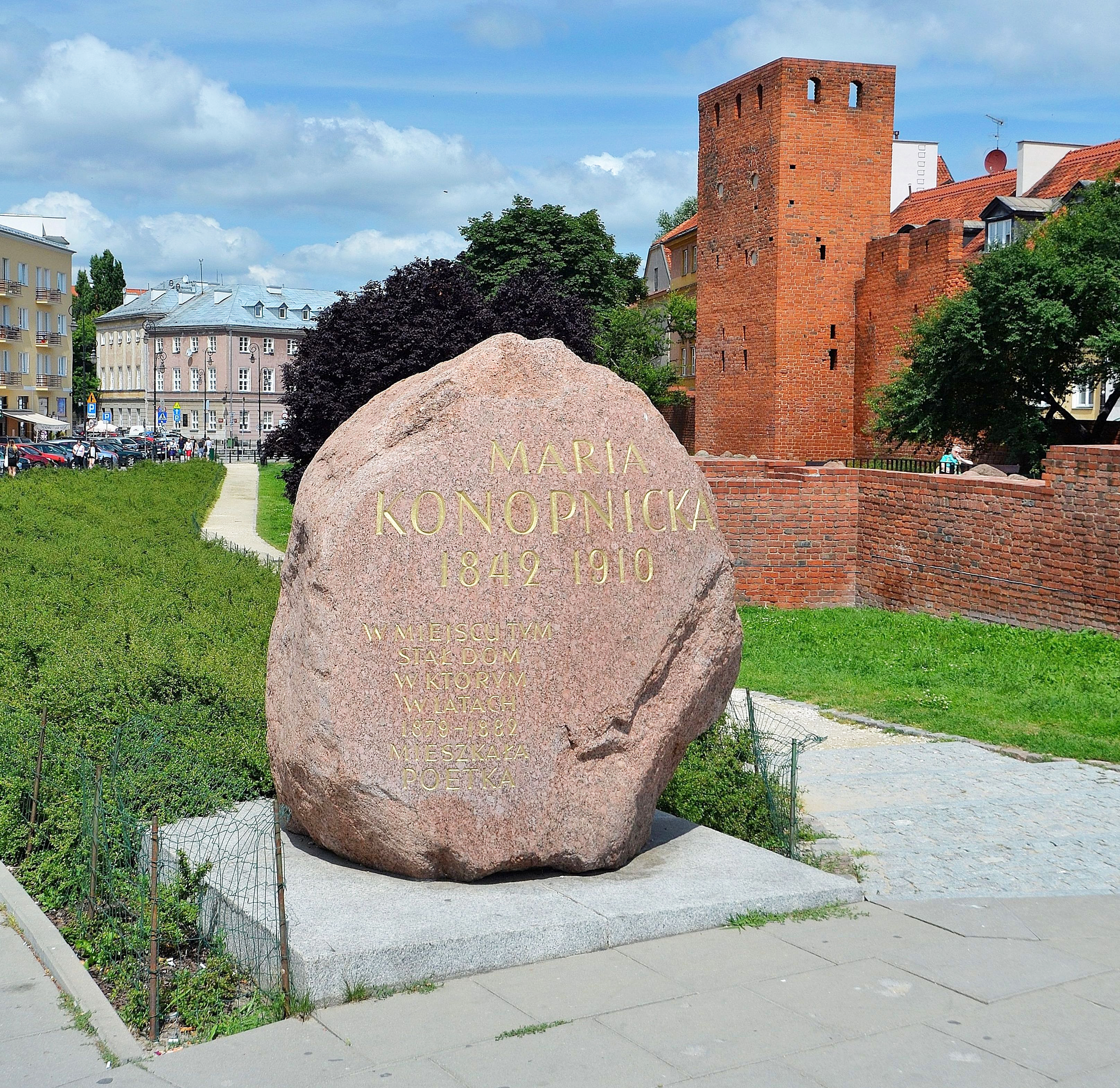
Une pierre à Varsovie marquant l'emplacement de la maison où habitait Maria Konopnicka en 1879-1882.
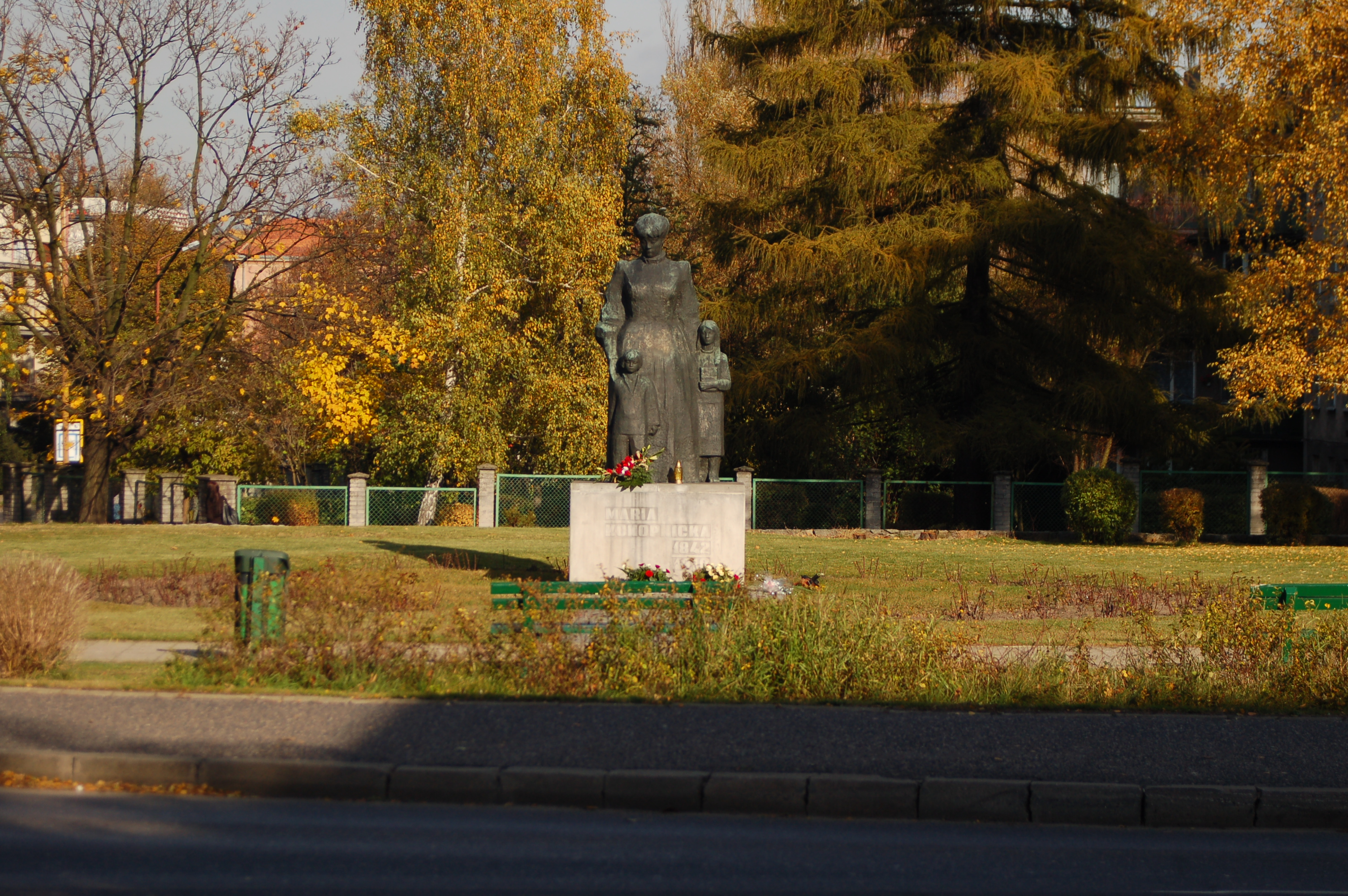
Monument de Konopnicka à Kalisz.
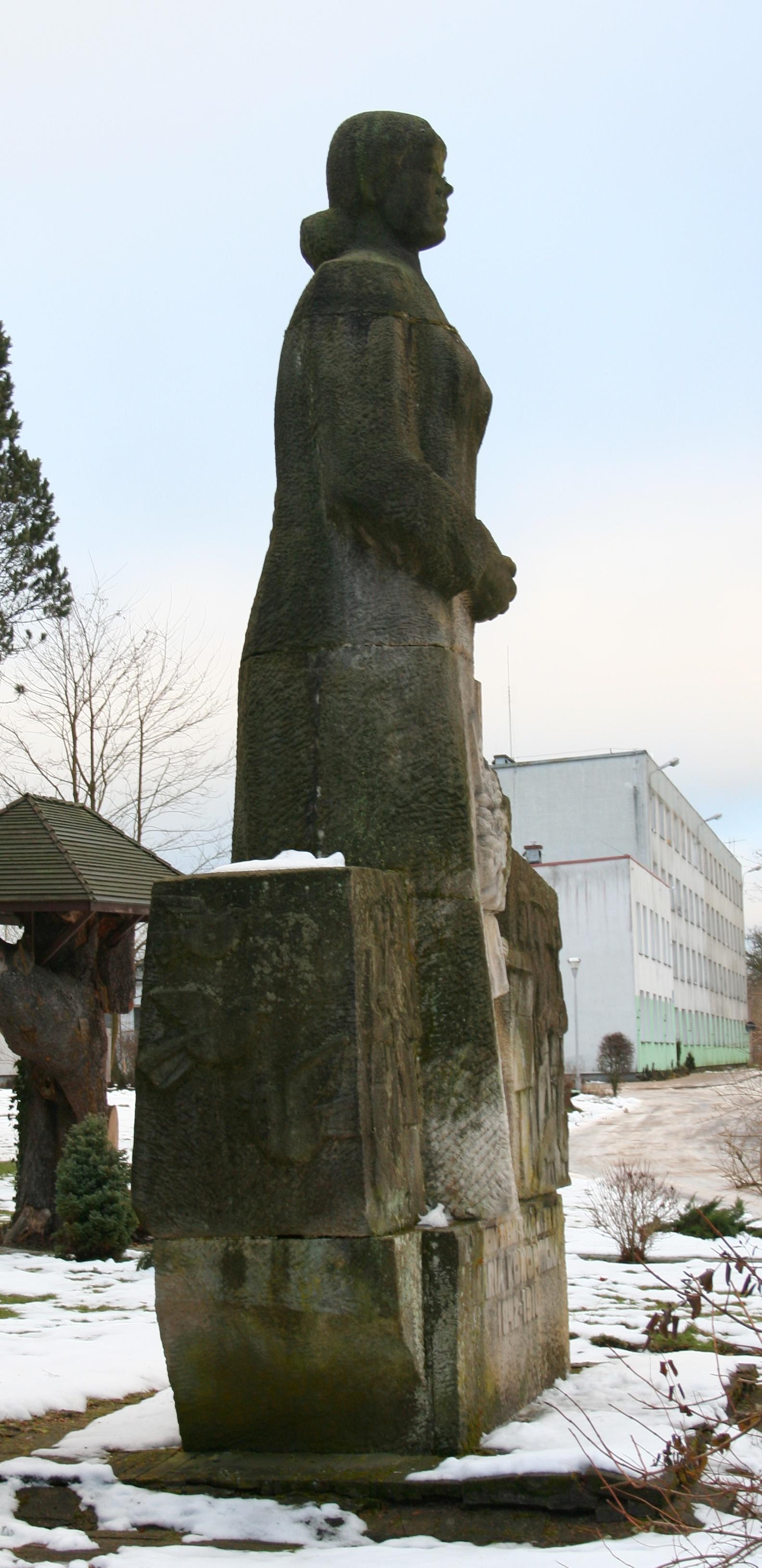
Monument de Konopnicka à Warcino.
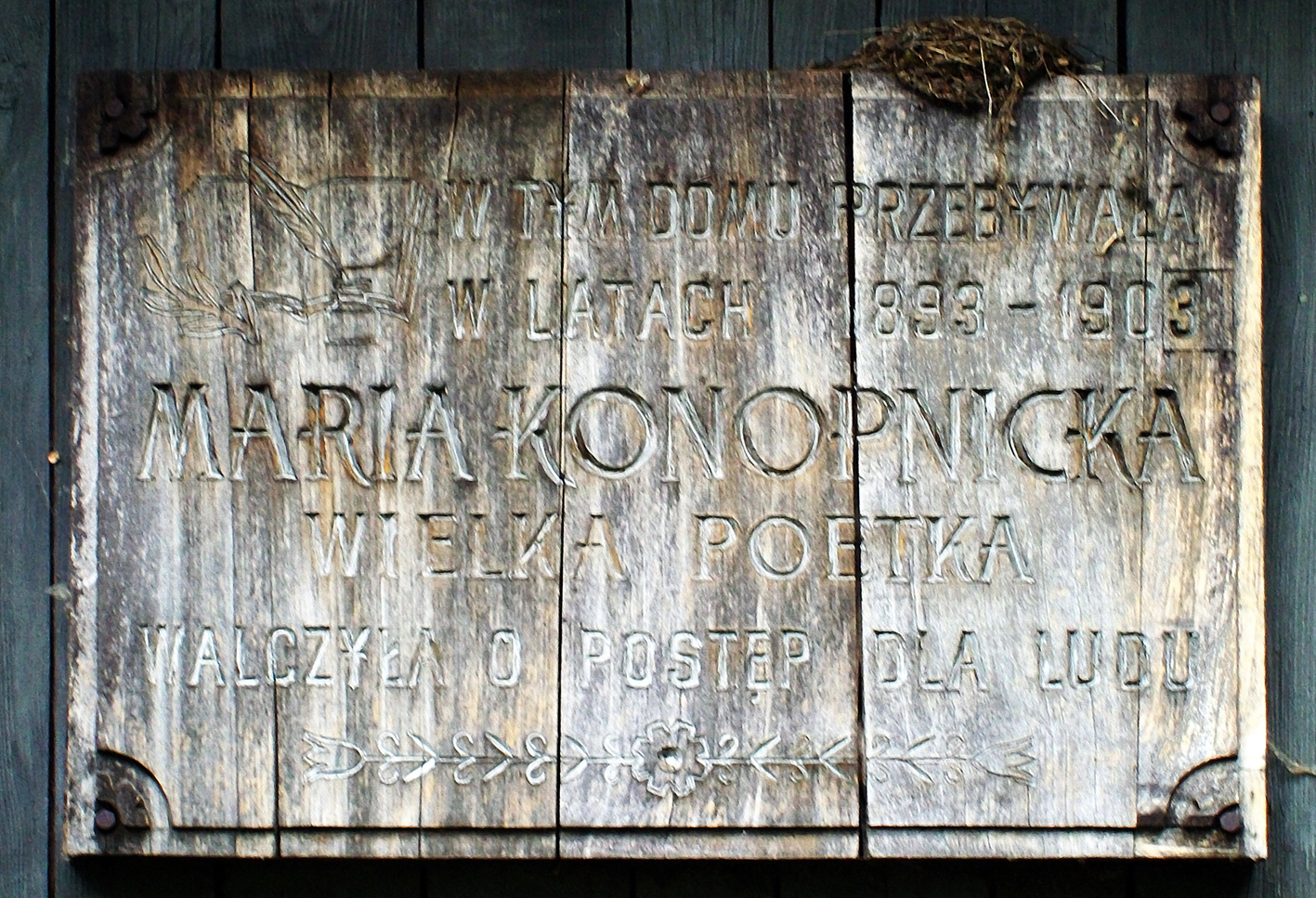
Plaque en bois sur la maison où Maria Konopnicka a séjourné chez son fils Jan.

## Publications

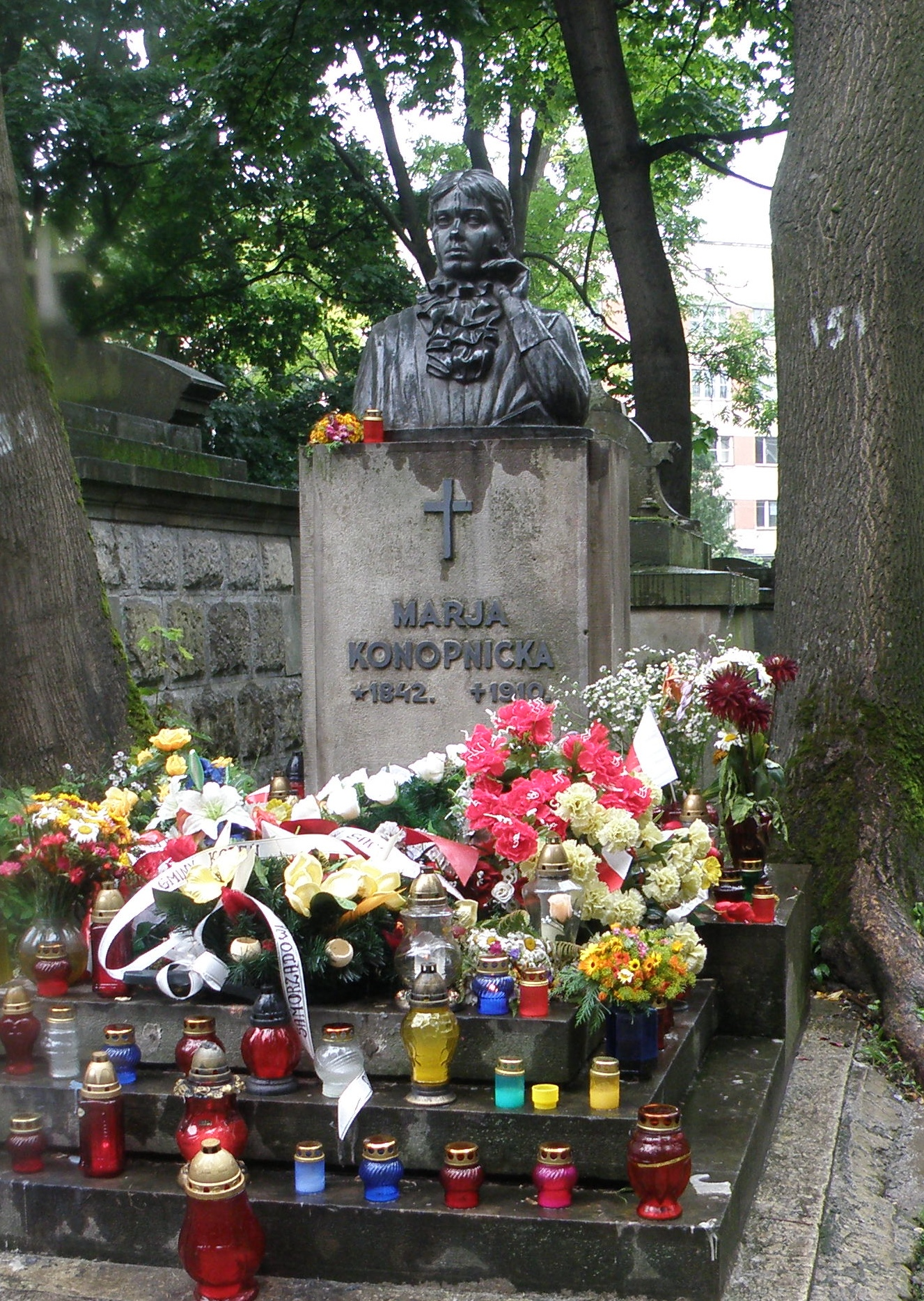
Tombe de Maria Konopnicka au cimetière de Lytchakiv à Lwów. Sculpture par Luna Drexlerówna.

### Recueils de poèmes
- Wolny najmita (Mercenaire libre)
- Kwiaty i pieśni (Fleurs et chants, 1890)
- Linie i dźwięki (Lignes et Sons,1897)
- Italia (1901)
- Sonety prowansalskie (Sonnets provençaux)
- Nowe pieśni (1905),
- Głosy ciszy (1906)
- Rota (Le Serment), célèbre poème écrit par Konopnicka à Żarnowiec en 1908 où un musée lui étant dédié a été créé en 1957[18].
- Z liryk i obrazków (1909)
- Poèmes épiques À travers les profondeurs (1907) et Pan Balcer w Brazylii (Monsieur Balcer au Brésil) (1910).

### Nouvelles
- Cztery nowele (Quatre nouvelles, 1888)
- Moi znajomi (Mes connaissances,1890)
- Na drodze (Sur la route,1893)
- Nowele (Nouvelles,1897)
- Ludzie i rzeczy (Gens et choses,1898)
- Na normandzkim brzegu (Sur la côte normande,1904)

Les nouvelles traduites en français : Prométhée et Sisyphe ; Notre vieux cheval ; « A cappella » ; La fumée ; Dans la vallée de la Skawa ; Le vieux Zapala, Traduction H. C., P. Lethielleux (1911)

### Reportages
- Derrière les barreaux (1886)
- Images des prisons (1887-1888)

### Œuvres pour enfants

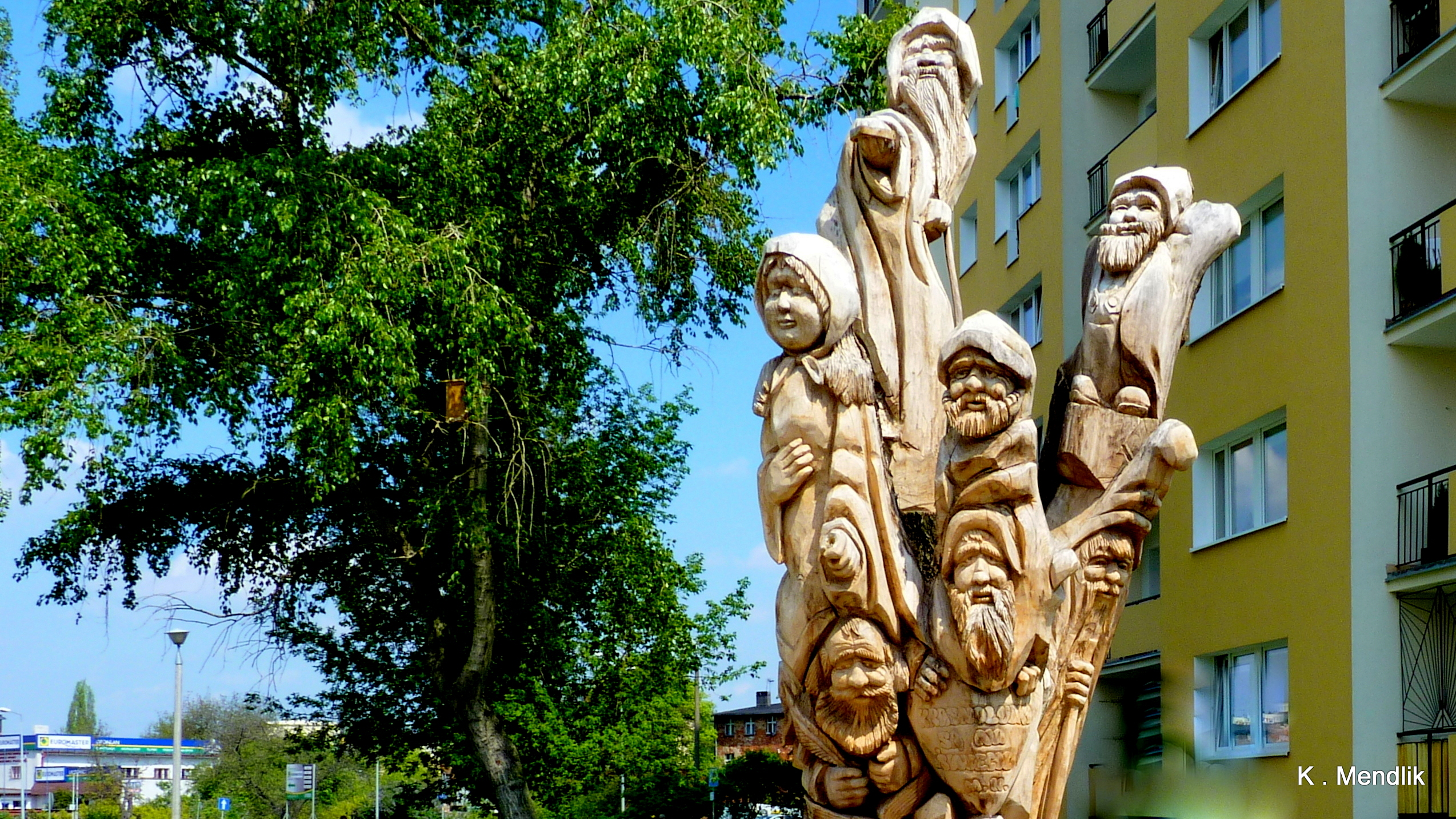
Les sept nains du conte de Konopnicka.

- O Janku Wędrowniczku (Janko le voyageur) (1893)
- O krasnoludkach i sierotce Marysi (1896) (Marysia l'orpheline et les nains,  traduit du polonais par Maria Górska. Préface de Madeleine Champion, Debresse, 1941)
- Na jagody (1903)
- Śpiewnik dla dzieci (Livre de chant pour enfants)
- Les Mésaventures du savant Baliverne, traduit en français par Halina  Osuchowska et Rosa Bailly, illustrations de Marthe Piedzicka, 1924, 1928, impr. Fr. Simon
- Le Paysan Gratton et ses amis les gnomes, traduit du polonais par Halina Osuchowska et Rosa Bailly, illustrations de Xavier Kozminski, 1926, impr. E. Langlois
- Terre-à-terre et Mariette chez la Reine des montagnes, traduit du polonais par Halina Osuchowska et Rosa Bailly. Illustrations de Xavier Kozminski, 1928